# Wappen Sierra Leones
Das Wappen von Sierra Leone wurde am 1. Dezember 1960 von Königin Elisabeth II. verliehen. Seine Darstellung ist verfassungsrechtlich nicht festgeschrieben und basiert auf Entscheidungen des Parlamentes.

## Beschreibung
Der Wappenschild ist in Weiß und Grün durch einen Zackenschnitt geteilt. In Grün ein rotbewehrte und rotgezungte goldenen laufender Löwe über dem in Weiß balkenweise drei  Fackeln rot züngeln. Der Schildfuß hat in Weiß zwei blaue Wellen. Zwei goldene rotbewehrte und rotgezungte Löwen als Schildhalter stehen auf grünem Podest und halten jeder ein  Ölpalmbaum mit vier Früchten.
Unter dem Wappen auf weißem Band in englischer Sprache die Devise Einheit, Freiheit, Gerechtigkeit.

## Symbolik
Der Löwe im Schild auf grünem Grund bezieht sich auf den Landesnamen (Löwengebirge) und der Verbindung mit der ehemaligen britischen Kolonialherrschern. Die blauen Wellen darunter symbolisieren das Meer und die drei Fackeln sind Freiheitssymbole. Schildhalter sind Löwen mit Ölpalmbäumen.

## Andere Wappen

Wappen/Siegel des Staatspräsidenten

## Historische Wappen

Kolonialwappen 1889–1914
Kolonialwappen 1916–1960